# Freelancer (videójáték)
A Freelancer egy űrszimulátor típusú számítógépes játék, melyet a Digital Anvil fejlesztett és a Microsoft adott ki. A játék legnagyobb érdeme az, hogy nem fejeződik be, mikor az utolsó küldetés véget ér, ekkor ugyanis a játékos még a játék univerzumának kicsi részét barangolta be, és ezután szabadon folytathatja a felderítést.
A játékmenet nem kell hogy lineáris legyen, vagyis nem kötelező elfogadni a fő küldetéseket, a különböző bázisokon, bolygókon elfogadhatunk mellékküldetéseket. De végezhetünk különböző munkákat is pl.: kereskedés, fejvadászat, bányászhatunk is ami nem a szó hagyományos értelmében vett bányászatot jelenti, hanem a különböző aszteroida, jég, és törmelék, valamint űrszemét hasznosítható részének kitermelését teszi lehetővé.

## A játék univerzuma
A Sirius Sector 51 csillagrendszert tartalmaz, amelyek különböző területeken találhatóak: Bretonia, Hispania, Kusari, Liberty, Rheinland, és a Független Világok (Independent Worlds), amely a Határvilágokból (Border Worlds) és a misztikus Peremvilágokból (Edge Worlds) áll. Az utolsó elindult Sleeper Ship (alvóhajó) a Hispania, mely egy baleset során megsérült és évekig csak sodródott az űrben amíg a roncsa az Omicron Alpha rendszerbe került.
Minden rendszer különböző bolygókból (ezek közül sokan le is lehet szállni), űrállomásokból, kereskedelmi utakból (Trade Lanes, a gyors utazásra valók egy rendszeren belül), aszteroida- és kisbolygóövekből, por- és jégfelhőkből, és sok más űrbéli objektumból áll. A bolygók általában földi helyek után vannak elnevezve (Malta, Colorado, Stuttgart). Egyes hajóknak erősségükre utaló nevük van pl. A Liberty védője a Defender, és a szállítóhajója a Rhino. Az Independent Freeportok Very Heavy Fightere az Eagle illetve a Sabre, ami a játék egyik legerősebb hajója a fegyverarzenáljának és fordulékonyságának köszönhetően.

## Multiplayer
Freelancer tartalmaz multiplayer lehetőséget, ahol a játékosok egymással küzdhetnek meg a világ minden tájáról. A Global Server a 2007-es, 2008-as évek környékén lezárásra került, ezért egyéni szerverek terjedtek el. (lásd Freelancer - Mods)
Multiplayer módban a játék hasonló elven működik mint a singleplayer-ben, leszámítva a sztori-elemeket. Küldetéseket kell vállalnod, vagy árut kell fuvaroznod hogy játékbeli pénzhez juthass, amiből azután felszerelheted a hajódat, illetve komplett újat is vehetsz helyette. A multiplayer MMO-szerűen végtelen, véletlenszerű történések és küldetések folyamán játszhatsz. Multiplayer módban a játék szerepjáték módjára is felfogható, ahol a játékosok maguk állítják fel a szabályaikat., a karakterük történetét, eddigi életét, illetve saját célokat állíthatnak fel maguknak, mindezt RP (RolePlay) formában a fórumokon dokumentálva.

## Freelancer - Mods (Modifikációk)
Freelancerhez több száz kiegészítés, és játék modifikáció tölthető le különböző oldalakról (pl.: https://www.moddb.com/games/freelancer/mods) melyek jelentősen vagy teljesen megváltoztatják a játékot és annak rengeteg aspektusát. Ezek az egyszerű fegyverarzenál-bővítéstől egészen az egész univerzumot és annak működését befolyásoló változásokig terjedhetnek. Mivel a játék nagy részét egyszerű szöveges konfigurációs fájlok (*.ini) teszik ki, a játék kis tudással illetve különböző programok nélkül is modolható.
Néhány példa :
- Freelancer Warzone Opt-RP Reborn 48.75
- Hamburg City Server
- Crossfire 2.0
- The Void
- 88Flak